# 日野幹雄
日野 幹雄（ひの みきお、1932年 (昭和7年) 12月24日 - ）は、日本の工学者。東京工業大学名誉教授。
専門は、流体力学・水理学・水工学・水文学・海岸工学・風工学・可視化情報学など。

## 経歴
水工学および流体力学の分野で広範な基礎研究を行い、水理工学・流体力学の新分野（Kalman filterの環境問題への応用、Ecohydraulics、植生水文学など）を拓いた。また、研究室からは多くの後継研究者・技術者が輩出した。流体力学・水理学（水工学基礎）に関する多くの著書および評論・解説を行った。また、環境（原子力安全、火力発電所環境審査）に関する政府委員会で長期に亘って貢献した。（注：本記事に記載された全ての事実は、当人が過去に作成された一次情報から抽出したものである。）

### 年譜
- 1951年(昭和26年) 秋田県立秋田高等学校 卒業
- 1951年(昭和26年) 東京大学 教養学部 入学
- 1955年(昭和30年) 東京大学 工学部卒（土木工学科）
- 1957年(昭和32年) 東京大学 大学院 数物系研究科 土木工学専攻 修士課程修了
- 1960年(昭和35年) 東京大学 大学院 数物系研究科 土木工学専攻 博士課程修了
- 1960年(昭和35年) 電力中央研究所 技術研究所入所（機械部火力研究室）
- 1967年(昭和42年) 東京工業大学 理工学部 助教授
- 1972年(昭和47年) 東京工業大学 工学部 教授
- 1993年(平成5年) 東京工業大学 名誉教授
- 1993年(平成5年) 中央大学 総合政策学部 教授
- 2003年(平成15年) 中央大学 総合政策学部定年退職

## 主要な活動

### 国際活動
- 国際水工学学会（IAHR: The Int. Association for Hydro-Environment Engineering and Research）理事（2期：1996-1999）および副会長（2期：2000-2004）
- 世界大ダム会議（ICOLD: Int. Commission for Large Dams）水力振動特別委員会委員（1987-1996）

### 学会活動
- 日本流体力学会会長（第21期：1989、第24期：1992）
- 土木学会 水理学委員会委員長

### 政府委員会
- 内閣府 原子力安全委員会 核燃料審査委員会 委員
- 経済産業省 工場立地および工業用水審議会 専門委員
- 経済産業省 資源エネルギー庁 原子力安全・保安委員会 環境顧問会 委員

### 学術会議
- 日本学術会議 水力学･水理学研究連絡委員会委員（現在の日本学術会議連携会員）昭和53～平成6年   同　幹事　昭和53年

## 著書

### 単著
- 「流体力学」：理工学基礎講座 第16巻　朝倉書店 (1974)
- 「スペクトル解析」：朝倉書店 (1977)
- 「境界値問題の解法」朝倉書店 (1981)
- 「明解水理学」：丸善 (1983)
- 「流体力学 (新版)」：朝倉書店 (1992)
- 「土を築き、木を構えて」：森北出版 (1993)
- 「乱流の科学─構造と制御」：朝倉書店 (2020)

### 共著
- NHK市民大学「流れの科学」：(佐藤 浩、日野幹雄)、日本放送出版協会 (1984)
- 「水文流出解析」：(日野幹雄、長谷部正彦)、森北出版 (1985)
- 「洪水の数値予報」：(日野幹雄、太田猛彦、砂田憲吾、渡辺邦夫)、森北出版 (1989)
- ”Vibrations of Hydraulic Equipment or Dams"：ICOLD (Int. Commission for Large Dams) (1996)

### 編集
- 「流体力学ハンドブック」第一版：流体力学学会 編集委員長、丸善 (1987)
- 「流体実験ハンドブック」：朝倉書店 (1997)
- 「流体力学ハンドブック」第二版：流体力学学会 編集委員長、丸善 (1998)
- 「スペクトル解析ハンドブック」：編集代表、朝倉書店 (2001)
- ”Water Quality and its Control," (Editor) Balkema Pub.Co., The Netherlands (1994)

### 分担執筆
- 「水理公式集」：土木学会 (19??)
- 「大気汚染ハンドブック」：コロナ社 (1969)
- 「応用水理学 II (下)」：丸善 (1971)
- 「続 水理学」：丸善 (1980)
- 「流体力学の最近の進歩─乱流」：谷一郎 (編) 丸善 (1980)
- 「乱流現象の解明と制御」：(分担)、東京大学出版会 (1986)
- 「流体実験ハンドブック」：(編集)、朝倉書店 (1997)
- 「乱流の数値流体力学」：(分担)、東京大学出版会 (1998)

### 放送
- NHK市民大学「流れの科学」：(佐藤 浩、日野幹雄)、NHK教育テレビ、1984年7-9月期 (1984)

## 主要論文、研究
（* 星印の数は著者自身の評価による重要度を示す）
*** 土砂浮遊流の流速分布および抵抗変化の理論（1963, Proc. ASCE, 土論）
* 突風率の理論（1964, Proc. of the 14th Japan National Congress for Applied Mech., 1965, 土論; 流力学会 年会2020）
* 風波スペクトルの発生・発達と海面摩擦力に関する研究（3）（1965, 海溝）、
** 排煙の時間平均濃度と採取時間との関係（1966, Intl. J. Atmo. Env.）
** 地形の影響を考慮した排煙拡散の数値実験（1966, Intl. J. Atmo. Env.）
** 境界層乱流遷移, 乱流構造（バースティング）の可視化（1967 XIIth congress of Intl. Ass. Hydr. Res., Fort Collins, U.S.A.）
*** 確率過程水文学の提案と発展への寄与（1968～, Proc. ASCE, 土論）
*** 河床の砂蓮スペクトル理論（1968, JFM）
** 成層密度流からの選択取水の理論, 実験, 実測（1969～1975, 土論, 東工大土木研究報告; 1980, Proc. 2nd Intl. Symp. on Stratified fluids. Lund Symp.）
*** 離岸流の発生と海浜地形の発達に関する理論（1973～19, 東工大土木研究報告, 土論, 1974, Proc. 14th Intl. Conf. on Coastal Engg., Copenhagen; 1976, Proc. 15th Intl. Conf. on Coastal Engg. Hawaii）
** Kalman filter理論の大気汚染予測, 洪水予測への応用―（1974, 1984, 土論; ** Kalman filter理論の大気汚染予測, 洪水予測への応用, （1974, 1984, 土論; 1971 Proc. Osaka Workshop on Atmos. Poll., IFAC (Int. Federation Autom. Control).― [制御問題以外の対象に世界で初めてKalman filter理論を適用した。 Prof. Chiu (1974 Proc. Intl. Symp. on Stochastic Hydraulics)より]
*** 往復振動流の安定問題, 乱流構造及び抵抗則―減速時の爆発的乱れの発生と加速時の急速な乱れの減衰消滅現象の発見（1974, 1975, 1982, JFM）
*** 生態水理学Ecohydraulicsの提案と先駆的論文発表（1976, 東工大土木研究報告; 1977, Invited Lecture IAHR; 1981, Adv. Hydro Sci.）
** 水文流出における植生の重要性―実験および理論（1989, 1990, J. of Hydrology）
*** 植物生理（光合成, 蒸散）の理論およびCFD（2005, ながれ, 水工論文集）
** 文明のダイナミックス（1993～2003, 総合政策研究 中央大学）

## 研究論文一覧
http://www.wattandedison.com/lecture.html のウェブページ中の
日野幹雄 東京工業大学名誉教授 研究論文一覧
からのリンク先http://www.wattandedison.com/hino.html
で一般公開。内容は3部構成で以下のとおりである：
１．古希論文集（633編）
２．東京工業大学定年、中央大学以降（51編）
３．文明のダイナミックス（8編）

## 受賞
- 昭和36年土木学会 論文奨励賞 - 開水路における乱流構造の基礎および水理学への応用に関する一連の研究 [電力中央研究所 英文技術報告 c6101，c6103]
- 昭和49年土木学会 論文賞 - 水文流出系予測へのカルマン・フィルター理論の適用 [論文集第221号]
- 平成5年度土木学会 著作賞 - 「流体力学（新版）」：朝倉書店 (1992)

## 交流のあった人々
リンク先http://www.wattandedison.com/hino-koryu.html

で一般公開。